# Saint-Martin-de-Sanzay
Saint-Martin-de-Sanzay è un comune francese di 965 abitanti situato nel dipartimento delle Deux-Sèvres nella regione della Nuova Aquitania.